# Ignaz Mader
Ignaz Mader (* 10. Juli 1866 in Nassereith; † 2. März 1953 in Vasoldsberg) war ein österreichischer Arzt und Heimatforscher.

## Leben
Nach dem Medizinstudium an der Universität Wien ließ sich Ignaz Mader 1895 in Brixen als Hausarzt nieder.
In seiner Freizeit betätigte er sich als Heimatforscher und erstellte zahlreiche Schriften, hauptsächlich zur Ortsnamen- und Siedlungsforschung in seiner näheren Umgebung.
1943 erklärte ihn die Universität Innsbruck zum Ehrenmitglied.

## Werke (Auswahl)
- Besiedlungsgeschichtliche Studien über das Tal Lüsen. Mit einer Sammlung der Ortsnamen des Tales und einer Namenkarte, in: Zeitschrift des Ferdinandeums für Tirol und Vorarlberg. Dritte Folge. 57. Heft, 1913, S. 323–347 (online Reader, zobodat.at [PDF]) und 58. Heft, 1914, S. 133–234 (zobodat.at [PDF]).
- Die Bäder und Heilquellen im Hochetsch. Vogelweider, Bozen 1929 (online).
- Die Ortsnamen der Pfarrgemeinde Natz (= Schlern-Schriften. Band 22). Wagner, Innsbruck 1933 (online).
- Die Ortsnamen der Gemeinde Pfeffersberg bei Brixen a. E. Mit siedlungsgeschichtlichen Bemerkungen (= Schlern-Schriften. Band 37). Wagner, Innsbruck 1937 (online).
- Die Ortsnamen des alten Gerichtes Salern, in: Veröffentlichungen des Museums Ferdinandeum, Heft 18, Innsbruck 1938, S. 501–613 (online).
- Das Tal Vals bei Mühlbach. In: Veröffentlichungen des Museums Ferdinandeum. Band 26–29, 1946/49, S. 609–650 (zobodat.at [PDF]).
- Ortsnamen und Siedlungsgeschichte von Aicha, Spinges, Vals, Meransen (Südtirol) (= Schlern-Schriften. Band 72). Universitäts-Verlag Wagner, Innsbruck 1950.
- Brixner Häusergeschichte. Ergänzt von Anselm Sparber (= Schlern-Schriften. Band 224). Wagner, Innsbruck 1963.